# Philadelphus
Philadelphus és un gènere d'angiospermes que pertany a la família de les Hidrangeàcies. Està compost per 75 espècies.
El seu nom prové del greg philadelphos, encara que també és probable que vinga de la ciutat Filadèlfia (Philadelphia), ciutat dels Estats Units. Altres autors diuen que aquest gènere va ser dedicat a un dels Ptolomeus, el rei d'Egipte.

## Descripció
Arbustos erectes o de creixement ample, ocasionalment trepadores, am gemmes d'hivern prominents fulles oposades, aserrades o enteres, amb de 3 a 5 nervis, flors solitàries o en grups de tres en raïms o panícules amb poques flors, en general fragants, 4 sèpals ocasionalment 5, igual que el pètals.

## Distribució
Es distribueixen pel sud d'Europa al Caucas, est d'Àsia a l'Himalaya i, nord i centreamèrica.

## Espècies seleccionades

Xeringuilla mexicana, Philadelphus karwinskianus

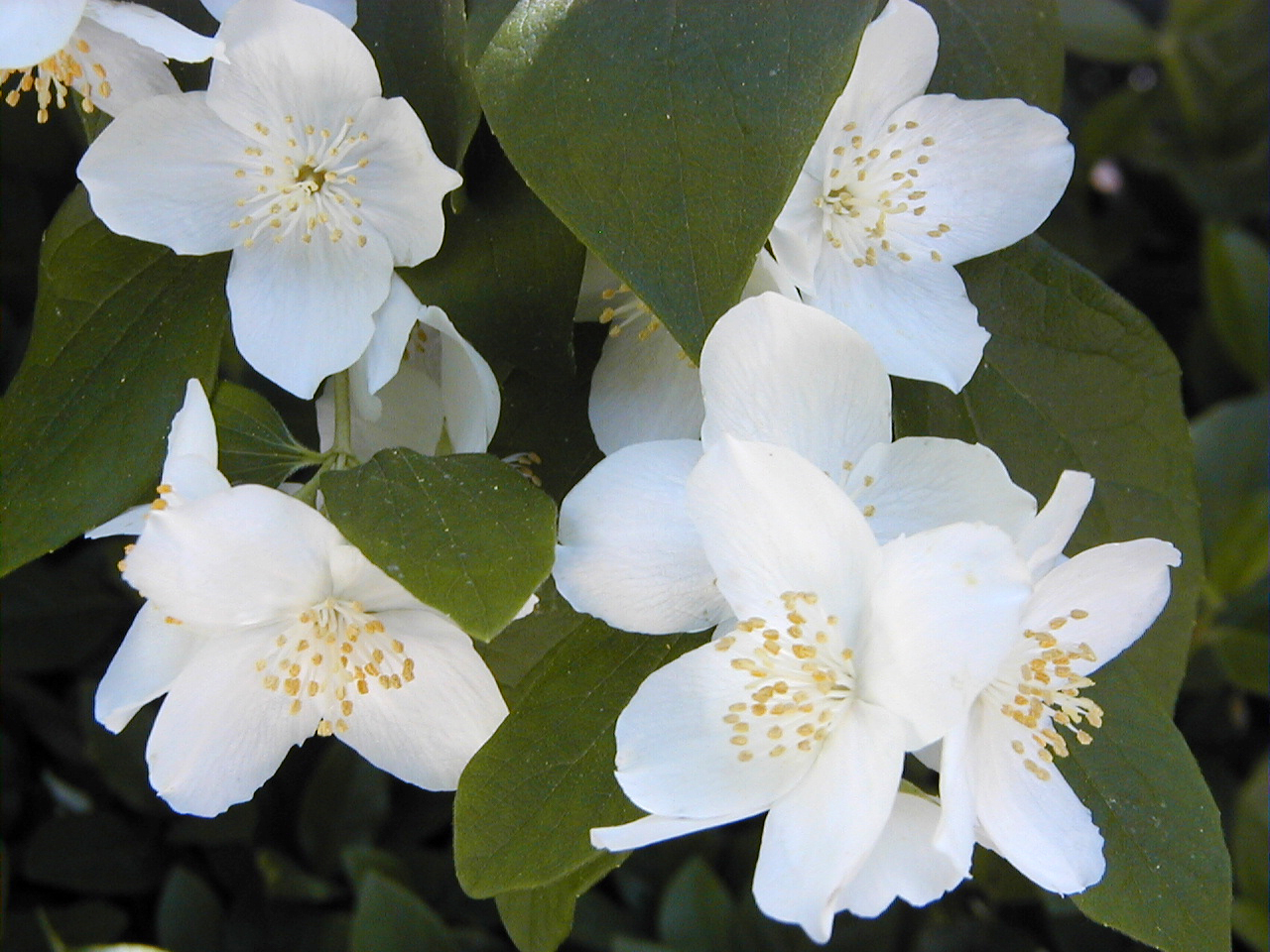
Xeringuilla canosa, Philadelphus pubescens

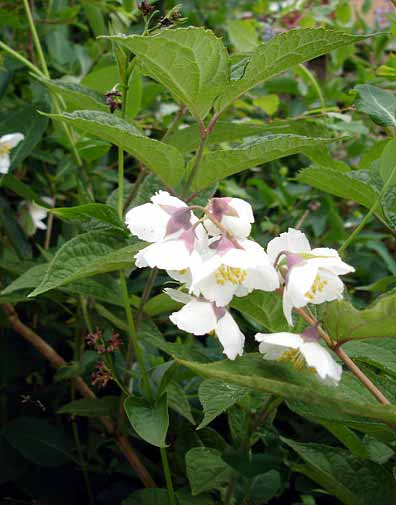
Xeringuilla porpra, Philadelphus purpurascens

| - Philadelphus argenteus - Philadelphus argyrocalyx - Philadelphus brachybotrys - Philadelphus californicus - Philadelphus caucasicus - Philadelphus confusus - Philadelphus cordifolius - Philadelphus coronarius - Philadelphus coulteri - Philadelphus crinitus - Philadelphus delavayi - Philadelphus ernestii - Philadelphus floridus - Philadelphus gattingeri - Philadelphus hirsutus - Philadelphus hitchcockianus - Philadelphus incanus - Philadelphus inodorus - Philadelphus insignis - Philadelphus intectus - Philadelphus kansuensis - Philadelphus karwinskyanus - Philadelphus laxiflorus - Philadelphus laxus - Philadelphus lewisii - Philadelphus maculatus | - Philadelphus madrensis - Philadelphus mearnsii - Philadelphus mexicanus - Philadelphus microphyllus - Philadelphus occidentalis - Philadelphus oreganus - Philadelphus palmeri - Philadelphus pekinensis - Philadelphus pubescens - Philadelphus pumilus - Philadelphus purpurascens - Philadelphus × purpureomaculatus (híbrid hortícola) - Philadelphus satsumanus - Philadelphus schrenkii - Philadelphus sericanthus - Philadelphus serpyllifolius - Philadelphus sharpianus - Philadelphus subcanus - Philadelphus tenuifolius - Philadelphus texensis - Philadelphus tomentosus - Philadelphus trichothecus - Philadelphus triflorus - Philadelphus × virginalis (híbrid hortícola) - Philadelphus wootonii - Philadelphus zelleri |